# Creatonotos leucanioides
Creatonotos leucanioides är en fjärilsart som beskrevs av Holland 1893. Creatonotos leucanioides ingår i släktet Creatonotos och familjen björnspinnare. Inga underarter finns listade i Catalogue of Life.